# Фантанеле (Телеорман)
Фантанеле (рум. Fântânele) насеље је у Румунији у округу Телеорман у општини Фантанеле. Oпштина се налази на надморској висини од 84 m.

## Становништво
Према подацима из 2002. године у насељу је живело 1968 становника, од којих су сви румунске националности.